# Tajmuraz Dzgojev
Tajmuraz Aslanbekovič Dzgojev (rusky Таймураз Асланбекович Дзгоев; osetsky Дзгойты Асланбекы фырт Таймураз * 24. června 1961 Ordžonikidze, Sovětský svaz) je bývalý sovětský zápasník, volnostylař. V roce 1981 vybojoval titul juniorského mistra světa. V roce 1982 a 1983 vybojoval titul mistra světa. V roce 1985 obsadil druhé místo na turnaji pořádaném Japonskou zápasnickou asociací. Ve finálovém souboji s Američanem Markem Schultzem utrpěl vážné zranění, kvůli kterému byl nucen předčasně ukončit sportovní kariéru.